# Immekath
Immekath ist eine Ortschaft und ein Ortsteil der Stadt Klötze im Altmarkkreis Salzwedel in Sachsen-Anhalt.

## Geographie

### Lage
Immekath, ein Dorf mit Kirche, liegt am östlichen Ufer des Flusses Jeetze in einem Tal zwischen dem Klötzer und dem Melliner Forst in der Altmark. Der Ort, auf einer Meereshöhe von 50 Metern gelegen, wird von dem 110 Meter hohen Zißberg und dem 95 Meter hohen Heidberg im Osten sowie dem 95 Meter hohen Schwertelberg im Westen flankiert. Die Stadt Klötze ist fünf Kilometer entfernt. Die Kreisstadt Salzwedel liegt 36 Kilometer nördlich. Die Grenze zu Niedersachsen befindet sich sieben Kilometer westlich. Die Ortschaft liegt geologisch auf der Calvörder Scholle.

### Ortschaftsgliederung
Die Ortschaft besteht nur aus dem Ortsteil Immekath. Amtliche Wohnplätze des Ortsteils sind Hoppenmühle, Neulingsmühle und Siebenruthen. Zum Ortsteil gehören ebenfalls das im Südwesten gelegene Kahlenberg und Kunzenberg im Norden.

## Geschichte

### Mittelalter bis Neuzeit
Immekath wurde erstmals 1289 als ymmekote erwähnt. In einer Urkunde des Klosters Dambeck ist Martin, plebanus in ymmekote als Zeuge genannt.
Im Landbuch der Mark Brandenburg von 1375 wird das Dorf (villa) als Ymmekote und Immekote aufgeführt. Es gibt zwei Mühlen. Die Vasallen Druͤmeling und Otto Fluͤcke haben ihre Höfe von den von der Schulenburg zu Lehen.
Ursprünglich als Rundplatzdorf mit Kirche auf dem Platz errichtet, änderte sich die Siedlungsform des Dorfes bereits nach dem Brand im Jahre 1831.
2006 errang Immekath in dem Wettbewerb „Unser Dorf hat Zukunft“ für den Bereich des Altmarkkreises Salzwedel den ersten Platz.

### Herkunft des Ortsnamens
Jürgen Udolph führt den Ortsnamen auf den Personennamen „Immo“ und auf das germanisch-deutsche Wort „Koth“ für „Haus, Siedlung“ zurück.
Heinrich Sültmann leitet den Namen 1289 Immekote, 1500 Immenkat von den mittelhochdeutschen Wort „imbe, imme“ für „Bienenschwarm, Bienenstock“ ab. Sinngemäß also „Bienenhütte, Imkerei“. Immekath liegt in der Heide.

### Eingemeindungen
Bis 1807 gehörte das Dorf zum Salzwedelischen Kreis der Mark Brandenburg in der Altmark. Danach lag es ab 1807 im Kanton Brome und ab 1808 bis 1813 im Kanton Jübar auf dem Territorium des napoleonischen Königreichs Westphalen. Ab 1816 gehörte die Gemeinde zum Kreis Salzwedel, dem späteren Landkreis Salzwedel.
Am 15. Juni 1950 kam die Gemeinde Immekath zum Landkreis Gardelegen. Am 25. Juli 1952 wurde sie dem Kreis Klötze zugeordnet. Nach dessen Auflösung kam sie am 1. Juli 1994 zum neu gebildeten Altmarkkreis Salzwedel.
Durch einen Gebietsänderungsvertrag beschloss der Gemeinderat der Gemeinde Immekath am 8. Januar 2009, dass die Gemeinde Immekath in die Stadt Klötze eingemeindet wird. Dieser Vertrag wurde vom Landkreis als unterer Kommunalaufsichtsbehörde genehmigt und trat am 1. Januar 2010 in Kraft.
Nach Eingemeindung der bisher selbstständigen Gemeinde Immekath wurde Immekath Ortsteil der Stadt Klötze. Für die eingemeindete Gemeinde wurde die Ortschaftsverfassung nach den §§ 86 ff. Gemeindeordnung Sachsen-Anhalt eingeführt. Die eingemeindete Gemeinde Immekath und künftige Ortsteil Immekath wurde zur Ortschaft der aufnehmenden Stadt Klötze. In der eingemeindeten Gemeinde und nunmehrigen Ortschaft Immekath wurde ein Ortschaftsrat mit fünf Mitgliedern einschließlich Ortsbürgermeister gebildet.

### Einwohnerentwicklung

#### Gemeinde
| Jahr | Einwohner |
| ---- | --------- |
| 1734 | 156       |
| 1774 | 240       |
| 1789 | 190       |
| 1798 | 258       |
| 1801 | 269       |
| 1818 | 271       |
| 1840 | 458       |
| 1864 | 633       |
| 1871 | 625       |
| 1885 | 649       |

| Jahr | Einwohner |
| ---- | --------- |
| 1892 | [00]650   |
| 1900 | [00]695   |
| 1905 | 704       |
| 1910 | [00]731   |
| 1925 | 775       |
| 1939 | 713       |
| 1946 | 998       |
| 1964 | 717       |
| 1971 | 682       |
| 1981 | 643       |

| Jahr | Einwohner |
| ---- | --------- |
| 1985 | [00]619   |
| 1990 | [00]611   |
| 1993 | 621       |
| 1995 | [00]632   |
| 2000 | [00]638   |
| 2002 | [00]631   |
| 2004 | [00]618   |
| 2006 | [00]618   |
| 2008 | [00]590   |
| 2009 | [00]572   |

Quelle, wenn nicht angegeben, bis 1993:

#### Ortsteil
| Jahr | Einwohner |
| ---- | --------- |
| 2017 | 549       |
| 2018 | [00]570   |
| 2020 | [00]524   |
| 2021 | [00]524   |
| 2022 | [0]530    |
| 2023 | [0]534    |

## Religion
- Die evangelischen Christen in Immekath sind in die Kirchengemeinde Immekath eingekircht, die früher zur Pfarrei Immekath gehörte[20] und heute betreut wird Pfarrbereich Steimke-Kusey im Kirchenkreis Salzwedel im Bischofssprengel Magdeburg der Evangelischen Kirche in Mitteldeutschland.[21] Früher gehörten zur Pfarrei Immekath die Kirchengemeinden Immekath (mit Dönitz), Köbbelitz und Wenze, sowie als mater vagans Neuferchau mit Lupitz, Altferchau und Schwarzendamm.[20]
- Die ältesten überlieferten Kirchenbücher für Immekath stammen aus dem Jahre 1644.[22]
- Die katholischen Christen gehören zur Pfarrei St. Hildegard in Gardelegen im Dekanat Stendal im Bistum Magdeburg.[23]

## Politik

### Ortsbürgermeister
Ortsbürgermeister der Ortschaft Immekath ist Peter Gebühr.
Von 1998 bis 2015 wirkte Hans-Jürgen Zeitz ehrenamtlich für Immekath, erst als Bürgermeister der Gemeinde und später als Ortsbürgermeister für die Ortschaft.

### Ortschaftsrat
Bei der Ortschaftsratswahl am 9. Juni 2024 gewann die „Unabhängige Wählergemeinschaft Immekath“ alle 5 Sitze, genau wie im Jahre 2019. Gewählt wurden zwei Ortschaftsrätinnen und drei Räte.
Von 446 Wahlberechtigten hatten 373 ihre Stimme abgegeben, die Wahlbeteiligung betrug damit 83,63 Prozent.

### Wappen
Das Wappen wurde am 17. November 2009 durch den Landkreis genehmigt.
Blasonierung: „In Grün ein goldener Bienenkorb überhöht von zwei fliegenden goldenen Bienen mit silbernen Flügeln.“
Die Hauptfarben des Wappens sind Gold (Gelb) - Grün.

### Flagge
Die Flagge ist Gelb - Grün (1:1) gestreift (Querform: Streifen waagerecht verlaufend, Längsform: Streifen senkrecht verlaufend) und mittig mit dem Gemeindewappen belegt.

## Kultur und Sehenswürdigkeiten

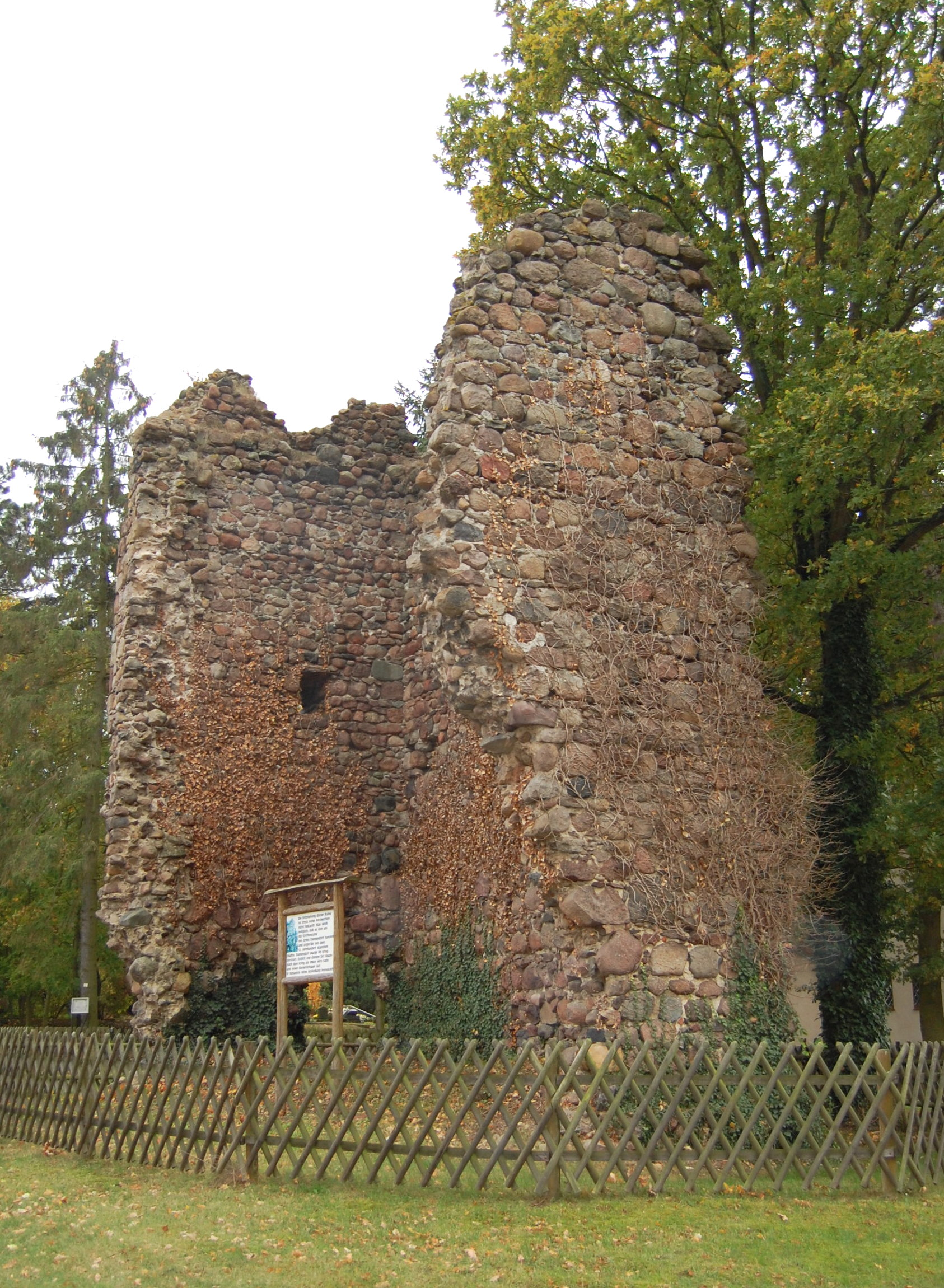
Kirchenruine Dannenfeld

### Bauwerke
- Die evangelische Kirche wurde in den Jahren 1858 bis 1865 erbaut. Sie liegt am Ende des langgestreckten Dorfplatzes und ist von einer Haussteinmauer umgeben. Das neugotische Kirchenschiff und der quadratische, 30 Meter hohe Westturm wurden aus Feldsteinen errichtet. Das Untergeschoss des Turmes stammt noch von der Vorgängerkirche, das Obergeschoss besteht aus Backstein. Das Innere des Kirchenschiffs wird durch einen verbretterten Dachstuhl abgeschlossen, an der Westwand wurde eine Empore angebracht. Die Orgel wurde 1868 vom Orgelbauer August Troch aus Neuhaldensleben gebaut. Die Kanzel, der Taufstein und die Kirchenbänke stammen einheitlich aus der Zeit der Errichtung der Kirche.
- Westlich des Ortes am Friedhof befindet sich die Ruine der Kirche des ehemaligen Ortes Dannenfeld. Sie wurde 1343 im Krieg zwischen Kaiser Ludwig und dem Braunschweiger Herzog zerstört. Es stehen noch Reste der Grundmauern des romanischen Kirchturms.[29]
- Anderthalb Kilometer südlich des Ortszentrums steht die 1375 erstmals erwähnte Hoppenmühle, eine Wassermühle, die noch heute intakt ist.
- Etwa zwei bis drei Kilometer nordwestlich von Immekath belegen zwei zum Teil schlecht erhaltene Großsteingräber die Besiedlung der Region in der Jungsteinzeit.

### Freizeit
Im Ort finden jährlich zahlreiche Feste statt, darunter eine Karnevalssitzung, ein Karnevalsumzug, ein Osterfeuer und mehrere Tanzveranstaltungen.

### Vereine
Größter Verein ist der Immekather Carnevals Club (ICC), in dem fast zwei Drittel der Einwohner Mitglieder sind. Weitere eingetragene Vereine sind der Sportverein Eintracht 1921 Immekath e. V., ein „Gemischter Chor Immekath“ e. V. und der Seniorenverein e. V. Immekath.

## Wirtschaft und Infrastruktur
In Immekath bestand ein Werk der Großbäckerei Fricopan (eine Tochterfirma der Schweizer Aryzta-Gruppe), in dem hauptsächlich Tiefkühlbackwaren produziert wurden. Es war mit rund 500 Beschäftigten einer der größten Arbeitgeber der Region. Im August 2016 wurde das Werk geschlossen, da sich nach Aussagen der Konzernleitung wegen mangelnder Wirtschaftlichkeit und einer schlechten Verkehrsanbindung notwendige Investitionen nicht mehr lohnen würden. In Immekath sind eine Agrargenossenschaft und mehrere Kleinunternehmen und Handwerker ansässig.